# Советская улица (Моршанск)
После Октябрьской революции названа Советской, ранее 2-я Базарная ул.

## Здания
Двухэтажный особняк генерала Пономарёва, бывший клуб «Спутник», особняк купца Буткина, дом Сазонова (нынче магазин «Оптика»), дома Алферова, Лещова, Бобикова, Ионова и братьев Карнышовых.

## Предприятия, организации
Пожарное общество, ОАО Горпищекомбинат «Моршанский», артель «30 лет Октября», трест «Моршанскмежрайгаз»

## Социальные объекты
гостиница «Юбилейная», спортивная школа, историко-художественный музей